# Venantius van Viviers

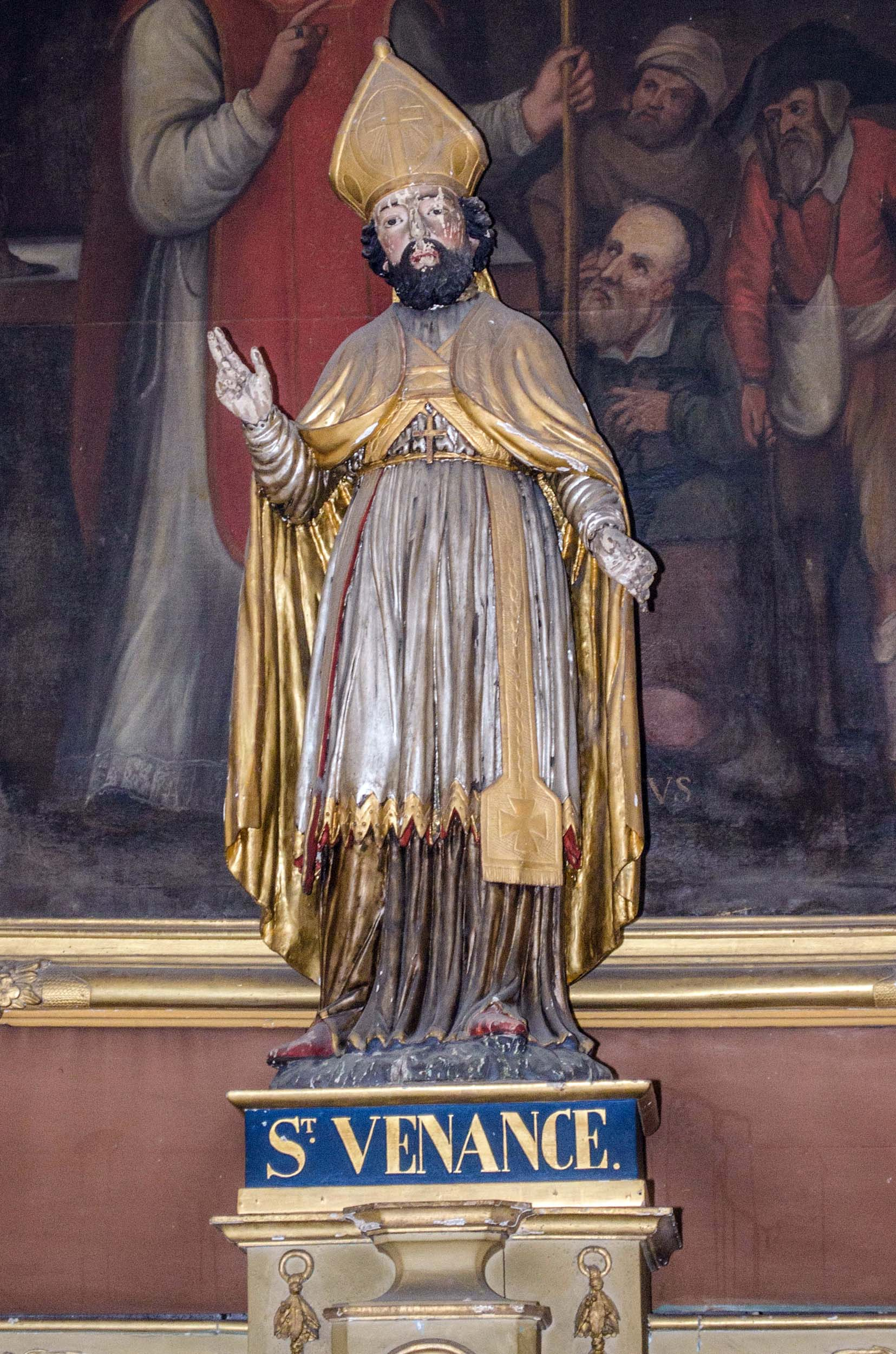
Venantius van Viviers. Beeld in het Kapucijnerklooster van Valence.

Venantius van Viviers (6e eeuw), ook Venantius van Bourgondië genoemd was bisschop van Viviers (circa 516 – circa 543) in het koninkrijk der Bourgondiërs. Hij is heilig verklaard.

## Levensloop
In heiligenlevens geschreven in de Middeleeuwen werd verteld dat hij een zoon was van koning Sigismund van Bourgondië. Deze kroniekschrijvers gingen ervan uit dat Venantius in het paleis van koning Sigismund leefde, waar hij het katholicisme van Sigismund steunde tegen ariaanse Bourgondiërs. Mogelijks ontving hij rechtstreeks uit de handen van paus Hormisdas in Rome het bisschopsambt van Viviers.
Begin 6e eeuw werd hij bisschop van Viviers. Hij nam deel aan het Concilie van Epaone of Albon (517) en het Concilie van Clermont (535). Beide concilies vonden plaats in het koninkrijk der Bourgondiërs. Op basis van de lijsten van aanwezige bisschoppen per concilie, gerangschikt volgens hun anciënniteit, is er een schatting mogelijk dat Venantius bisschop werd in het jaar 516 en overleed in 543.
In Viviers bouwde bisschop Venantius een kerk gewijd aan de martelaar Vincentius. Hij verfraaide de kerk toegewijd aan de martelaar Juliaan met marmeren zuilen en vloer. Tevens herbouwde hij twee kleine kerkjes, deze van Saturninus van Toulouse en een Mariakerk. Geen enkele van deze vier kerken heeft de Middeleeuwen overleefd.
Na zijn dood werd Venantius heilig verklaard. Zijn verering vond plaats zowel in de Rooms-katholieke Kerk als in de Orthodoxe Kerken. Het mirakel dat aan hem toegeschreven is, is de genezing van een Bourgondische prinses. Deze was letterlijk van haar hoofd tot haar voeten besmet met schurft. Zij kende geen dag zonder pijnlijke jeuk. Op een nacht bad zij aan het graf van Venantius en werd genezen. Ook andere mirakels schreef de Roomse Kerk aan hem toe in de loop der eeuwen.